# Alderaan
Alderaan è un pianeta immaginario appartenente all'universo fittizio di Guerre stellari. È il pianeta natale di Bail Organa, e quello dove viene cresciuta la Principessa Leila Organa, dopo la sua nascita su Polis Massa. Viene distrutto dalla Morte Nera in Una nuova speranza.

## Descrizione
Alderaan appare in Una nuova speranza come un pianeta di colore blu, ed è perciò presumibile che sia ricco d'acqua. Secondo le guide di riferimento ai luoghi di Guerre stellari, Alderaan è un piccolo pianeta roccioso ricoperto da praterie selvagge, pianure, foreste e catene montuose. Il pianeta non ha oceani, ma ha un mare polare semicongelato e migliaia di laghi e fiumi. È ricco di biodiversità, e popolato da un'ampia varietà di flora e fauna.

## Cultura
La gente Alderaaniana coltiva l'intelletto studiando arte, architettura, poesia, e diplomazia. Considerano di valore la partecipazione nel Senato Galattico. Alderaan, seppur democratico, è governato da una monarchia costituzionale ereditaria, con la casa degli Organa che comanda la Corte Suprema e il Consiglio del pianeta. I suoi monarchi si fregiano di diversi titoli, come "Principe", "Primo Chairman", e "Viceré". Tradizionalmente l'erede al trono del pianeta è un funzionario dell'alto consiglio e un senatore. Bail Organa è il capo di Alderaan ed è sul pianeta quando questo viene distrutto dalla Morte Nera, mentre sua figlia (adottata in segreto) è senatrice rappresentante del pianeta nel Senato Imperiale.

## Storia
Dopo le guerre dei cloni, la macchina da guerra di Alderaan viene smantellata e le armi messe su una nave da trasporto chiamata Another Chance. La nave è programmata per saltare in continuazione nell'iperspazio finché non fosse stata richiamata su Alderaan. Alderaan diventa il mondo adottivo dei caamasiani dopo che il loro mondo natale è distrutto dall'Impero. Alderaan è l'unico pianeta ad essere distrutto dalla Morte Nera, sotto l'ordine del Grand Moff Tarkin, per dimostrare la potenza della stazione a Leila. Circa 60.000 Alderaniani sopravvivono perché non sul pianeta, e molti si rifugiano su un nuovo pianeta, che sarà chiamato Nuova Alderaan.
Alderaan è distrutto sotto ordine di Tarkin e Palpatine. Tarkin ritiene che la distruzione sia necessaria in quanto i Ribelli si stanno rinforzando e sono motivati, e che quindi una dimostrazione pubblica della potenza della Morte Nera possa spaventare i sovversivi. La sua teoria convince l'Imperatore, che approva la manovra e in seguito si pone come essere benevolente e generoso, dicendo di essere addolorato per la perdita di un nobile popolo e che il disastro non sarebbe successo, se Alderaan fosse stato sotto la protezione Imperiale. In altre parole, se Bail Organa si fosse sottomesso il pianeta sarebbe stato risparmiato. Palpatine avanza l'offerta magnanima di sistemare i sessantamila rimasti sul suo "mondo lussuoso privato". Il numero di Alderaniani che accetta l'offerta dell'Imperatore di trasferirsi su Byss è sconosciuto, ma è certo che andranno incontro a una brutta fine, in quanto molti di essi saranno resi schiavi contro la propria volontà e altri saranno consumati dall'energia del Lato Oscuro.
Molti dei sopravvissuti di Alderaan diventano soldati al servizio dell'Alleanza Ribelle, giurando di non lasciare che l'Impero possa distruggere un altro pianeta. Una piccola parte di essi, al contrario, diventa fanaticamente favorevole all'Impero, incolpando Bail Organa della distruzione del loro pianeta per essersi opposto. I sopravvissuti di Alderaan e i loro discendenti praticano un rituale di "ritorno" al sistema originale, consistente nel lasciare i parenti e amici defunti in capsule spedite verso ciò che rimane del pianeta, in segno di rispetto per la loro vecchia casa, composta da soli asteroidi. Con Alderaan ridotto a frammenti, la Principessa Leila conduce la sua gente verso Nuova Alderaan, che viene fondata dopo la fine della Guerra Civile Galattica. La casa reale di Alderaan, nelle persone di Leila Organa, Ian Solo e di loro figlio, continuerà a regnare su Nuova Alderaan e il sistema di Alderaan originale. Il governo amministra entrambi i sistemi.

## Apparizioni
- Star Wars: Episodio I - La minaccia fantasma (solo menzionato)
- The Clone Wars
- Star Wars: Episodio III - La vendetta dei Sith
- A New Dawn
- Star Wars Rebels (solo menzionato)
- Star Wars: Episodio IV - Una nuova speranza (prima apparizione)
- Obi-Wan Kenobi
- Star Wars: Principessa Leila (appare in flashback)
- Star Wars (serie a fumetti Marvel 2015) (solo menzionato)
- The Mandalorian (menzionato)

## Star Wars Legends
Nell'Universo espanso è descritto come una "Stella Splendente" dei Mondi del Nucleo, con pianure e montagne. Alderaan ospita anche alcune creature famose conosciute come Nerf e Thranta. Le città vengono costruite con cura e badando all'ambiente circostante. La capitale, Aldera, era stata costruita su una piccola isola, centro di una caldera.
È il pianeta natale di Ulic Qel-Droma, che partecipò alla grande guerra Sith intorno al 4.000 BBY.

## Altri media
Alderaan viene menzionato in Californication, brano musicale dei Red Hot CHili Peppers, e in A New Hope, brano dei Blink-182.